# 진주시의 국회의원

## 행정구역 변천
- 1945년 8월 15일 경상남도 진주부·진양군
- 1949년 8월 15일 진주부가 진주시로 개칭
- 1995년 1월 1일 진주시와 진양군이 통합하여 '진주시' 설치

## 진주시의 역대 국회의원 일람
| 대수         | 이름           | 소속정당                             | 임기                               | 선거구역 |
| ------------ | -------------- | ------------------------------------ | ---------------------------------- | --- |
| 제1대        | 이강우(李康雨) | 무소속                               | 1948년 5월 31일 - 1950년 5월 30일  | 진주부 일원 |
| 제1대        | 황윤호(黃潤鎬) | 무소속                               | 1948년 5월 31일 - 1950년 5월 30일  | 진양군 일원 |
| 제2대        | 류덕천(柳德天) | 무소속                               | 1950년 5월 31일 - 1954년 5월 30일  | 진주시 일원 |
| 제2대        | 하만복(河萬僕) | 무소속                               | 1950년 5월 31일 - 1954년 5월 30일  | 진양군 일원 |
| 제3대        | 서인홍(徐寅洪) | 무소속                               | 1954년 5월 31일 - 1958년 5월 30일  | 진주시 일원 |
| 제3대        | 황남팔(黃南八) | 자유당                               | 1954년 5월 31일 - 1958년 5월 30일  | 진양군 일원 |
| 제4대        | 김용진(金溶珍) | 민주당                               | 1958년 5월 31일 - 1960년 7월 28일  | 진주시 일원 |
| 제4대        | 구태회(具泰會) | 자유당                               | 1958년 5월 31일 - 1960년 7월 28일  | 진양군 일원 |
| 제5대 민의원 | 김용진(金溶珍) | 민주당                               | 1960년 7월 29일 - 1961년 5월 16일  | 진주시 일원 |
| 제5대 민의원 | 황남팔(黃南八) | 민주당                               | 1960년 7월 29일 - 1961년 5월 16일  | 진양군 일원 |
| 제6대        | 구태회(具泰會) | 민주공화당                           | 1963년 12월 17일 - 1967년 6월 30일 | 진주시·진양군 일원 |
| 제7대        | 구태회(具泰會) | 민주공화당                           | 1967년 7월 1일 - 1971년 6월 30일   | 진주시·진양군 일원 |
| 제8대        | 구태회(具泰會) | 민주공화당                           | 1971년 7월 1일 - 1972년 10월 17일  | 진주시·진양군 일원 |
| 제9대        | 최세경(崔世卿) | 민주공화당                           | 1973년 3월 12일 - 1979년 2월 19일  | 진주시·진양군·삼천포시·사천군 일원(제2선거구) |
| 제9대        | 정헌주(鄭憲柱) | 신민당                               | 1973년 3월 12일 - 1979년 3월 11일  | 진주시·진양군·삼천포시·사천군 일원(제2선거구) |
| 제10대       | 구태회(具泰會) | 민주공화당                           | 1979년 3월 12일 - 1980년 8월 27일  | 진주시·진양군·삼천포시·사천군 일원(제2선거구) |
| 제10대       | 이상민(李尙玟) | 무소속                               | 1979년 3월 12일 - 1980년 10월 27일 | 진주시·진양군·삼천포시·사천군 일원(제2선거구) |
| 제11대       | 안병규(安秉珪) | 민주정의당                           | 1981년 4월 11일 - 1985년 4월 10일  | 진주시·진양군·삼천포시·사천군 일원(제3선거구) |
| 제11대       | 조병규(趙炳奎) | 한국국민당                           | 1981년 4월 11일 - 1985년 4월 10일  | 진주시·진양군·삼천포시·사천군 일원(제3선거구) |
| 제12대       | 안병규(安秉珪) | 민주정의당                           | 1985년 4월 11일 - 1988년 5월 29일  | 진주시·진양군·삼천포시·사천군 일원(제3선거구) |
| 제12대       | 이상민(李尙玟) | 민주한국당                           | 1985년 4월 11일 - 1988년 5월 29일  | 진주시·진양군·삼천포시·사천군 일원(제3선거구) |
| 제13대       | 조만후(曺萬厚) | 통일민주당                           | 1988년 5월 30일 - 1992년 5월 29일  | 진주시 일원 |
| 제13대       | 안병규(安秉珪) | 민주정의당                           | 1988년 5월 30일 - 1992년 5월 29일  | 진양군 일원 |
| 제14대       | 하순봉(河舜鳳) | 무소속                               | 1992년 5월 30일 - 1996년 5월 29일  | 진주시 일원 |
| 제14대       | 정필근(鄭必根) | 무소속                               | 1992년 5월 30일 - 1996년 5월 29일  | 진양군 일원 |
| 제15대       | 김재천(金在千) | 무소속</ref>→신한국당→한나라당</ref> | 1996년 5월 30일 - 2000년 5월 29일  | 진주시 갑: 문산읍, 내동면, 정촌면, 금곡면, 명석면, 대평동, 수곡면, 망경동, 강남동, 칠암동, 본성동, 남성동, 중안동, 봉곡동, 평거동, 신안동, 이현동, 판문동, 가호동                                               |
| 제15대       | 하순봉(河舜鳳) | 신한국당                             | 1996년 5월 30일 - 2000년 5월 29일  | 진주시 을: 진성면, 일반성면, 이반성명, 사봉면, 지수면, 대곡면, 금산면, 집현면, 미천면, 대안동, 상봉동동, 상봉서동, 봉래동, 수정동, 장태동, 옥봉남동, 옥봉북동, 상대1동, 상대2동, 하대동, 상평동, 초전동, 장재동 |
| 제16대       | 하순봉(河舜鳳) | 한나라당                             | 2000년 5월 30일 - 2004년 5월 29일  | 진주시 일원 |
| 제17대       | 최구식(崔球植) | 한나라당                             | 2004년 5월 30일 - 2008년 5월 29일  | 진주시 갑: 문산읍, 내동면, 정촌면, 금곡면, 명석면, 대평면, 수곡면, 망경동, 강남동, 칠암동, 성지동, 봉안동, 평거동, 신안동, 이현동, 판문동, 가호동                                                               |
| 제17대       | 김재경(金在庚) | 한나라당                             | 2004년 5월 30일 - 2008년 5월 29일  | 진주시 을: 진성면, 일반성면, 이반성면, 사봉면, 지수면, 대곡면, 금산면, 집현면, 미천면, 중앙동, 상봉동동, 상봉서동, 봉수동, 옥봉동, 상대1동, 상대2동, 하대1동, 하대2동, 상평동, 초장동                           |
| 제18대       | 최구식(崔球植) | 무소속                               | 2008년 5월 30일 - 2012년 5월 29일  | 진주시 갑: 문산읍, 내동면, 정촌면, 금곡면, 명석면, 대평면, 수곡면, 망경동, 강남동, 칠암동, 성지동, 봉안동, 평거동, 신안동, 이현동, 판문동, 가호동                                                               |
| 제18대       | 김재경(金在庚) | 한나라당                             | 2008년 5월 30일 - 2012년 5월 29일  | 진주시 을: 진성면, 일반성면, 이반성면, 사봉면, 지수면, 대곡면, 금산면, 집현면, 미천면, 중앙동, 상봉동동, 상봉서동, 봉수동, 옥봉동, 상대1동, 상대2동, 하대1동, 하대2동, 상평동, 초장동                           |
| 제19대       | 박대출(朴大出) | 새누리당                             | 2012년 5월 30일 - 2016년 5월 29일  | 진주시 갑: 문산읍, 내동면, 정촌면, 금곡면, 명석면, 대평면, 수곡면, 망경동, 강남동, 칠암동, 성지동, 봉안동, 평거동, 신안동, 이현동, 판문동, 가호동                                                               |
| 제19대       | 김재경(金在庚) | 새누리당                             | 2012년 5월 30일 - 2016년 5월 29일  | 진주시 을: 진성면, 일반성면, 이반성면, 사봉면, 지수면, 대곡면, 금산면, 집현면, 미천면, 중앙동, 상봉동동, 상봉서동, 봉수동, 옥봉동, 상대1동, 상대2동, 하대1동, 하대2동, 상평동, 초장동                           |
| 제20대       | 박대출(朴大出) | 새누리당                             | 2016년 5월 30일 - 2020년 5월 29일  | 진주시 갑: 문산읍, 내동면, 정촌면, 금곡면, 명석면, 대평면, 수곡면, 천전동, 성북동, 평거동, 신안동, 이현동, 판문동, 가호동, 충무공동                                                                             |
| 제20대       | 김재경(金在庚) | 새누리당                             | 2016년 5월 30일 - 2020년 5월 29일  | 진주시 을: 진성면, 일반성면, 이반성면, 사봉면, 지수면, 대곡면, 금산면, 집현면, 미천면, 중앙동, 상봉동, 상대1동, 상대2동, 하대1동, 하대2동, 상평동, 초장동                                                       |
| 제21대       | 박대출(朴大出) | 미래통합당                           | 2020년 5월 30일 - 2024년 5월 29일  | 진주시 갑: 문산읍, 내동면, 정촌면, 금곡면, 명석면, 대평면, 수곡면, 천전동, 성북동, 평거동, 신안동, 이현동, 판문동, 가호동, 충무공동                                                                             |
| 제21대       | 강민국(姜旻局) | 미래통합당                           | 2020년 5월 30일 - 2024년 5월 29일  | 진주시 을: 진성면, 일반성면, 이반성면, 사봉면, 지수면, 대곡면, 금산면, 집현면, 미천면, 중앙동, 상봉동, 상대1동, 상대2동, 하대1동, 하대2동, 상평동, 초장동                                                       |
| 제22대       | 박대출(朴大出) | 국민의힘                             | 2024년 5월 30일 -                  | 진주시 갑: 문산읍, 내동면, 정촌면, 금곡면, 명석면, 대평면, 수곡면, 천전동, 성북동, 평거동, 신안동, 이현동, 판문동, 가호동, 충무공동                                                                             |
| 제22대       | 강민국(姜旻局) | 국민의힘                             | 2024년 5월 30일 -                  | 진주시 을: 진성면, 일반성면, 이반성면, 사봉면, 지수면, 대곡면, 금산면, 집현면, 미천면, 중앙동, 상봉동, 상대1동, 상대2동, 하대1동, 하대2동, 상평동, 초장동                                                       |

## 같이 보기
- 통영시의 국회의원
- 경남 고성군의 국회의원
- 거제시의 국회의원
- 진주시 (1988년 선거구)
- 진주시 갑 (1996년 선거구)
- 진주시 을 (1996년 선거구)
- 진주시 (2000년 선거구)
- 진주시 갑
- 진주시 을